# Danischmenden
Die Dynastie der Danischmenden, auch Danischmendiden (türkisch دانشمند, heute Danişmentliler), war ein turkmenisches Herrscherhaus in Anatolien im 11. und 12. Jahrhundert. Sie waren die Hauptrivalen des Sultanats Rum. Der Danischmenden-Staat war ein Gazi-Staat, eine Söldner-/Krieger-Diktatur, und keine Monarchie wie ihre seldschukischen Nachbarn.
Im Danishmendname, einem Epos über Danischmend Ghazi, wird Battal Ghazi, der im 9. Jahrhundert gegen Byzanz kämpfte und dessen Taten im Battal-name beschrieben wurden, als Ahnherr der Danischmenden bezeichnet.

Die Dynastie der Danischmenden, 1097

## Geschichte
Die Dynastie wurde von Danischmend Ghazi gegründet, der den persischen Titel Danischmend führte, eine Bezeichnung für einen Gelehrten.
Nach der Schlacht von Mantzikert (heute Malazgirt) im Jahr 1071 wurde Danischmend Ghazi die Stadt Sivas als Iqta verliehen. Von hier aus eroberte er weitere anatolische Städte, u. a. Amasya, Tokat und Kayseri.
Er kämpfte gegen die Kreuzritter des 1. Kreuzzuges. 1097 bekämpfte Kılıç Arslan I. die Danischmenden bei Melitene, während die Kreuzritter seine Abwesenheit ausnutzten, um die seldschukische Hauptstadt Nicäa zu erobern. Die Seldschuken und die Danischmenden verbündeten sich daraufhin gegen die Kreuzfahrer, wurden aber in der Schlacht von Doryläum von ihnen geschlagen.
Im Jahr 1100 nahm Danischmend Ghazi Bohemund von Tarent gefangen, der bis 1103 in seiner Gewalt blieb. Eine seldschukisch-danischmendische Allianz war auch für den Abbruch des Kreuzzugs von 1101 verantwortlich, nach dessen Ende Kılıç Arslan seine Residenz in Konya einrichtete und die Kämpfe gegen die Danischmenden wieder aufnahm.
Die Danischmenden waren wohl auch in den Sturz von Kılıç Arslans Sohn Malik Schah I. verwickelt. Sie reduzierten das Sultanat der Rum-Seldschuken auf Konya und seine unmittelbare Umgebung.
1130 wurde Bohemund II. von Antiochia in einer Schlacht gegen den Danischmenden-Emir Gümüştekin getötet. Gümüştekin bekam für seine Verdienste im Kampf gegen die Christen vom Abbasidenkhalif al-Mustarschid den Titel Malik verliehen. Er starb 1134. Sein Nachfolger Mohammed war schwach. Nach seinem Tod 1140 kam es zwischen seinen Söhnen und Brüdern um Nachfolgestreitigkeiten und das Danischmendenreich wurde de facto in drei Teile (Kayseri, Malatya und Sivas) aufgespalten.
Im Jahr 1155 griff der Rum-Seldschuke Kılıç Arslan II. Yaghi-Basan von Sivas an, der bei Nur ad-Din um Hilfe nachsuchte, dem Zengiden-Emir von Mossul. Nur ad-Din eroberte mit Truppen aus Malatya und mit Unterstützung des kleinarmenischen Herrschers Mleh 1173 Maraş, Behesni und schließlich auch Sivas, wo er 'Abd-al-Massih, den ehemaligen Statthalter von Mossul als Verwalter einsetzte. Er kam aber dann anscheinend zu einer Übereinkunft mit Kılıç Arslan II. und zog sich nach Damaskus zurück, wo er Mai 1174 verstarb. Nach seinem Tod eroberte Kılıç Arslan II. 1175 Sivas und 1178 Malatya und beendete so die Herrschaft der Danischmenden.

## Kultur
Im 12. Jahrhundert tragen danischmanidische Münzen sowohl arabische als auch griechische Inschriften.

## Liste der Herrscher
- Danischmend Ghazi: 1097–1104
- Emir Ghazi Gümüştekin: 1104–1134
- Malik Mehmet Ghazi: 1134–1142

### Zweig in Sivas
- Malik Yaghi-Basan: 1142–1164
- Malik Mücahid Ghazi: 1164–1166
- Malik İbrahim: 1166–1166
- Malik İsmail: 1166–1166
- Malik Zünnun: 1172–1174

### Zweig in Malatya
- Ayn el-Devle: 1142–1152
- Zülkarneyn: 1152–1162
- Nasreddin Mohammed: 1162–1170
- Fahreddin: 1170–1172
- Afridun: 1172–1175
- Nasreddin Mohammed: 1175–1178 (Zweites Mal)